# Gorka Larrea
Gorka Larrea García (San Sebastián, 7 de abril de 1984) es un futbolista español. Juega de mediocentro y se encuentra en la actualidad en el Indy Eleven de la NASL.

## Trayectoria
Sus comienzos en el fútbol fueron en la playa de La Concha (San Sebastián) con su equipo del colegio, Ekintza. También jugaba en el club Antiguoko KE, que fue un paso importante en su formación inicial.
En alevines fue fichado por la Real Sociedad, en la que completó su trayectoria hacia el fútbol profesional. Destacaba en las categorías por las que pasaba jugando con compañeros un año mayores. Su rendimiento hizo que desatacara en el filial de la Real Sociedad, jugando siempre y anotando numerosos goles.
Debutó en liga, a las órdenes de Raynald Denoueix, en el estadio Santiago Bernabéu, ganando al Real Madrid por 1-4.
Sin conseguir un puesto fijo en el once, el entrenador que más oportunidades le dio fue José María Amorrortu. En la temporada 2006-07 fue cedido a la UD Almería, entrenada entonces por Unai Emery y Roberto Olabe como director deportivo, consiguiendo el ascenso con dicho club y jugando 28 partidos.
La temporada siguiente volvió a la Real Sociedad de su cesión al Almería. Con el nuevo entrenador, Chris Coleman, Larrea jugó muchos minutos. Al ser sustituido Coleman por Juan Manuel Lillo y la llegada de jugadores como Pep Martí o Fran Mérida Larrea perdió protagonismo.
En verano de 2008 fue fichado por el Levante UD, de la Segunda División de España, con el que consiguió el ascenso a la Primera División en su segundo año. Fue capitán y una pieza fundamental en el proyecto. En julio de 2010 renovó su contrato con el Levante por una temporada.
En julio de 2011 firmó un contrato con el CD Numancia por dos años. 
En junio de 2014 firmó por el Montreal Impact de la Major League Soccer.
En febrero de 2016 firmó por el Indy Eleven de la NASL.

## Selección nacional
Jugó en varias ocasiones en las categorías inferiores de la selección española, ganando el campeonato europeo sub-16 de 2001. También se proclamó campeón de los Juegos del Mediterráneo de Almería siendo titular. Ha jugado mundiales, europeos, incluso llegó a formar parte de la selección española sub-21. 

## Clubes
| Temporada | Club                | País           | Liga               | PJ Liga | Goles | PJ Copa | Goles | PJ Europa | Goles |
| --------- | ------------------- | -------------- | ------------------ | ------- | ----- | ------- | ----- | --------- | ----- |
| 2002/03   | Real Sociedad B     | España         | Tercera División   | 39      | 8     | -       | -     | -         | -     |
| 2003/04   | Real Sociedad B     | España         | Segunda División B | 33      | 4     | -       | -     | -         | -     |
| 2003/04   | Real Sociedad       | España         | Primera División   | 1       | 0     | 0       | 0     | -         | -     |
| 2004/05   | Real Sociedad B     | España         | Segunda División B | 32      | 4     | -       | -     | -         | -     |
| 2004/05   | Real Sociedad       | España         | Primera División   | 3       | 0     | 0       | 0     | 0         | 0     |
| 2005/06   | Real Sociedad       | España         | Primera División   | 23      | 1     | 1       | 0     | -         | -     |
| 2006/07   | UD Almería (Cedido) | España         | Primera División   | 28      | 2     | 2       | 2     | -         | -     |
| 2007/08   | Real Sociedad       | España         | Primera División   | 9       | 0     | 0       | 0     | -         | -     |
| 2008/09   | Levante UD          | España         | Primera División   | 33      | 1     | 1       | 2     | -         | -     |
| 2009/10   | Levante UD          | España         | Primera División   | 19      | 0     | 1       | 0     | -         | -     |
| 2012/13   | CD Numancia         | España         | Segunda División   | 45      | 4     | 0       | 1     | -         | -     |
| 2014/16   | Montreal Impact     | Canadá         | MLS                | 9       | 0     | 0       | 0     | 1         | 0     |
| 2016      | Indy Eleven         | Estados Unidos | NASL               | -       | -     | -       | -     | -         | -     |

## Palmarés
- Campeón del europeo Sub-16 de Inglaterra en 2001.
- Campeón de los Juegos del Mediterráneo de Almería en 2005.
- Ascenso a Primera División con el UD Almería la temporada 2006/07.
- Ascenso a Primera División con el Levante UD la temporada 2009/10.
- Subcampeón de Concacaf Champions League en 2015 con Impact Montreal de la MLS ante el Américas mexicano.